# Tilápia
Tilápia é o nome comum dado a várias espécies de peixes ciclídeos de água doce pertencentes à subfamília Pseudocrenilabrinae e em particular ao gênero Tilápia. São nativos da África, mas foram introduzidas em muitos lugares nas águas abertas da América do Sul e sul da América do Norte e são agora comuns na Flórida, Texas e partes do sudoeste dos Estados Unidos, sul e sudeste do Brasil. No sudeste esta espécie é um dos principais peixes da pesca artesanal, principalmente no Rio Grande, Estado de Minas Gerais. Em Angola também recebe o nome cacusso.
Tilápias são fáceis de manter em aquário, já que lhes é suficiente o espaço neles. Elas se reproduzem facilmente e crescem rapidamente, mas são perigosos para qualquer outro peixe pequeno. A maioria das espécies são reprodutores de superfície mas alguns protegem a cria na boca.
A Tilápia do Nilo é uma das espécies mais procuradas para criação em escala industrial, por apresentar rápido crescimento, grande rusticidade, fácil manejo e alto nível de rendimento. Além disso, possui carne de ótima qualidade, poucas espinhas e de bom paladar (GALLI; TORLONI, 1982).
Segundo KUBITZA (2003) a intensificação do cultivo de Tilápias do Nilo no estado de São Paulo começou a partir de 1996, quando a espécie começou a conquistar a preferencia dos pesqueiros. Representam 40% da produção paulista de pescado, ou seja, 5.800 toneladas e grande parte da produção e cultivo de viveiros. Ressalta ainda que, em virtude do alto custo da terra e do conflito e restrições quanto ao uso da água em diversas regiões do estado, a expansão da tilapicultura, deverá  ocorrer através do cultivo em tanques-rede.
As tilápias são peixes criados para alimentação humana, sendo a sua carne bastante apreciada, pois é leve e saborosa. Em algumas regiões o peixe é colocado nos arrozais, depois de plantado o arroz, onde cresce até ao tamanho pronto para consumo(12–15 cm), na mesma época em que o arroz está pronto para a colheita.
A tilápia-do-nilo foi um dos primeiros peixes a serem criados em aquicultura pelos antigos Egípcios (4000 anos).
A tilápia é um excelente controle biológico para alguns problemas de infestações de plantas aquáticas. Eles preferem plantas aquáticas que flutuam, mas também consomem algumas algas fibrosas.
É um peixe adaptável à água salgada.

## Reprodução
A tilápia prepara o ninho numa área limpa, em água rasa onde a quantidade de oxigênio é abundante. A fêmea deposita os ovos no ninho, que são fertilizados pelo macho, de uma dúzia até mais de 2000. Altamente prolífera, pode gerar quatro desovas por ano, em águas com a temperatura ideal.
A maioria das espécies protegem sua cria na boca, onde são chocados. Isso ajuda os ovos a ficarem oxigenados e os previne de serem atacados por bactérias, fungos e demais predadores.

## Géneros e espécies
- Oreochromis
- Oreochromis niloticus - Tilapia Gift
- Sarotherodon
  - Sarotherodos niloticus - Tilápia-do-Nilo
- Petrotilapia
- Heterochromis
- Cynotilapia
- Triacanthus
- Wattsia
- Tilapia
  - Tilapia aurea - Tilápia-azul
  - Tilapia galilaea - Tilápia-da-Galileia
  - Tilapia heudeloti - Tilápia-do-Senegal
  - Tilapia hornorum - Tilápia-do-Zanzibar
  - Tilapia macrochir - Tilápia-barbatana-longa
  - Tilapia mariae - Tilápia-manchada
  - Tilapia melanotheron - Tilápia-de-queixo-preto
  - Tilapia rendalli - Tilápia-de-peito-vermelho
  - Tilapia sparrmanii - Tilápia-listrada
  - Tilapia urolepis - Tilápia-Wami
  - Tilapia zillii - Tilápia-de-barriga-vermelha

## Sistemas de Criação
A tilápia pode ser cultivada em diferentes tipos de sistemas de criação como:
- Viveiros escavados
- Tanques redes
- Raceways
- Recirculação de Água
- Bioflocos